# Matthew Schofield
Matthew Schofield est un réalisateur et animateur américain principalement connu pour son travail sur la série télévisée Les Simpson.

## Filmographie

### Scénariste

#### Pourles Simpson
| Année | Titre                       | Titre original             | Saison | Épisode | Scénariste                       |
| ----- | --------------------------- | -------------------------- | ------ | ------- | -------------------------------- |
| 2009  | Simpson Horror Show XX      | Treehouse of Horror XX     | 21     | 4       | Daniel Chun                      |
| 2010  | La Bataille de Noël         | The Fight Before Christmas | 22     | 8       | Dan Castellaneta Deb Lacusta     |
| 2011  | Les Langues du scorpion     | The Scorpion's Tale        | 22     | 15      | Billy Kimball Ian Maxtone-Graham |
| 2012  | Lisa devient Gaga           | Lisa Goes Gaga             | 23     | 22      | Tim Long                         |
| 2013  | Au beurre noir              | Black Eyed, Please         | 24     | 15      | John Frink                       |
| 2014  | L'Homme qui en voulait trop | The Man Who Grew Too Much  | 24     | 13      | Jeff Westbrook                   |

### Assistant réalisateur
- 2007 : Les Simpson, le film
- 2012 : Dure journée pour Maggie
- 2005-2015 : Les Simpson (33 épisodes)

### Animateur
- 1997 : Dany, le chat superstar
- 1998 : Excalibur, l'épée magique
- 1998 : Le Prince d'Égypte
- 1999 : Le Géant de fer
- 1999-2016 : Les Simpson (89 épisodes)
- 2014 : The Simpsons Take the Bowl